# Кшиштоф Довгялло
Кшиштоф Довгялло (польськ. Krzysztof Dowgiałło, 30 червня 1938 року, Новомалин) — польський архітектор, профспілковий діяч і політик. У ПНР — активіст Солідарності, політв'язень. У Третьої Речі Посполитої — депутат сейму від ліберальних партій. Автор Балади про Янека Вишневського — культової пісні польського антикомуністичного підпілля і робочого протесту.

## Архітектор
Народився в сім'ї з землевласницької шляхти. Символом батьківського роду, що походить від Довгялло, був герб Задора, символом материнського роду, що походить від Потулицьких — герб Гржимала.
У 1962 році закінчив факультет архітектури Гданської технічного університету. Працював за фахом у Польщі, Великій Британії, Франції, Алжирі.

## Діяч «Солідарності». Автор підпільної балади
У серпні 1980 року Кшиштоф Довгялло очолив страйковий комітет гданського архітектурно-проектної організації Miastoprojekt і приєднався до профспілці «Солідарність». Складався в регіональному керівництві опозиційного профоб'єднання. Був прихильником лідера радикального крила «Солідарності» Анджея ГВЯЗДА.
Кшиштоф Довгялло написав Баладу про Янека Вишневського. Пісня, присвячена розстрілу робочих Гдині 17 грудня 1970 року і закликає до опору, перетворилася в неофіційний гімн протестного руху. Вона зберегла популярність донині.

## Активіст підпілля
При воєнному стані 1981—1983 Кшиштоф Довгялло був інтернований. У 1982 засуджений до чотирьох років ув'язнення. Редагував тюремну газету Pilnik, організовував церковні служби. Викладав ув'язненим французьку мову. Очолював протестні акції в тюрмі.
У 1983 Довгялло був умовно звільнений і включився в діяльність підпільних структур «Солідарності». Був вдруге заарештований в 1984, в 1985 амністований. Видавав бюлетень соціальної самооборони Gryps. У 1986—1988 був членом керівництва гданського підпільного профцентру. Брав активну участь в страйковому русі 1988 року, який змусив владу піти на переговори і компроміс з «Солідарністю».

## Ліберальний політик
Після зміни суспільно-політичного ладу Польщі, з 1989 по 1993 Довгялло займав пост віце-президента Міжнародної організації праці. На виборах 1989 був обраний до сейму від Громадянського комітету «Солідарність». Перебував у партіях ліберального крила «пост-Солідарності» — ROAD Збігнєва Буяка — Владислава Фрасинюк, Демократичної унії Тадеуша Мазовецького — Ханни Сухоцької, Унії свободи Тадеуша Мазовецкого — Дональда Туска. Кілька років був депутатом міської ради Сопота.

## Робота, сім'я, нагорода
Кшиштоф Довгялло очолює приватну архітектурно-проектну фірму Dowgiałło & Swerpel. Одружений, має трьох синів і дочку.
У 2007 році указом президента Леха Качинського Кшиштоф Довгялло був нагороджений Командорським хрестом із зіркою Ордена Відродження Польщі.

## Цікаві факти
Гданьську архітектурно-проектну організацію Miastoprojekt, в якій працював Кшиштоф Довгялло, з 1980 по 1990 очолював Ян Маріаньскій — в 1970 голова міської ради Гдині, учасник грудневих подій 1970, єдиний представник влади, який намагався знайти компроміс з протестуючими робітниками. На початку 1980-х Довгялло як активіст «Солідарності» безпосередньо протистояв Маріаньскому як начальнику бюро.
Ян Маріаньскій виведений як персонаж у фільмі чорний четвер (Czarny czwartek) про події грудня 1970 р. Саундтреком фільму є «Балада про Янека Вишневського», написана Кшиштофом Довгялло.